# Pachypodium lealii
Pachypodium lealii, conegut també com a arbre ampolla (tot hi que hi ha altres espècies de plantes que també s'anomenen arbre ampolla), és una espècie de planta suculenta, en aquest cas la suculència està en la seva tija.
El gènere va ser descrit per Friedrich Welwitsch i publicat a la revista Transactions of the Linnean Society of London el 1869. El nom prové prové del grec antic: παχύς, (pachus), «gruixut» i πoυ, πoδoς (pou, podos), «peu», el que significa doncs «peus gruixuts». L'epítet específic lealii és en honor del botànic portuguès Fernando da Costa Leal.

## Descripció
Arbust o arbret que fa fins a sis metres d'alt, de tronc abombat característic amb forma d'ampolla, gairebé sense branques fins a l'extrem. Té poques branques i amb poques espines de fins a 30 cm de llargada. Les fulles són oblongues i cobertes de pèls curts. Les flors són blanques. Floreix a la primavera quan l'arbre encara roman sense fulles.
El seu làtex és verinós i serveix per enmetznar sagetes. En contacte amb els ulls pot provocar ceguesa. Els efectes de s'assemblen als de la digitalina.
- Flors
- Tiges i espines

És una espècie endèmica de Namíbia i el sud d'Angola on viu en zones semiàrides de turons rocosos. Sovinteja a l'altiplà Etendeka de Namíbia en zones de basalt.

## Sinònims
- Pachypodium giganteum Engl.[3]